# Raksta
Raksta is een plaats in de gemeente Tyresö in het landschap Södermanland en de provincie Stockholms län in Zweden. De plaats heeft 629 inwoners (2005) en een oppervlakte van 180 hectare.